# Abatocera irregularis
Abatocera irregularis là một loài bọ cánh cứng trong họ họ Xén tóc. Loài này được Vollenhoven mô tả lần đầu năm 1871. Loài này được tìm thấy trong quần đảo Sulawesi.